# Das Feuerschiff
Das Feuerschiff ist eine Erzählung des deutschen Schriftstellers Siegfried Lenz. Sie ist die Titelgeschichte eines Bandes von Erzählungen, der 1960 bei Hoffmann und Campe erschien. Die Handlung spielt auf einem Feuerschiff, auf dem es zum Konflikt zwischen der Besatzung und einer Bande von flüchtigen Gangstern kommt. Unter den Besatzungsmitgliedern herrscht keine Einigkeit über Art und Weise eines Widerstandes. Insbesondere der Kapitän und sein Sohn vertreten gegensätzliche Anschauungen und entzweien sich.
Die realistische Erzählung enthält typische Merkmale einer Novelle und wird oft als Parabel zu den Themen Gewalt, Widerstand und der Verantwortung des Einzelnen verstanden. Sie gehört zu den bekanntesten Werken von Siegfried Lenz und ist in den Lehrplänen zahlreicher Schulen verankert. Die Vorlage wurde dreimal verfilmt.

## Inhalt

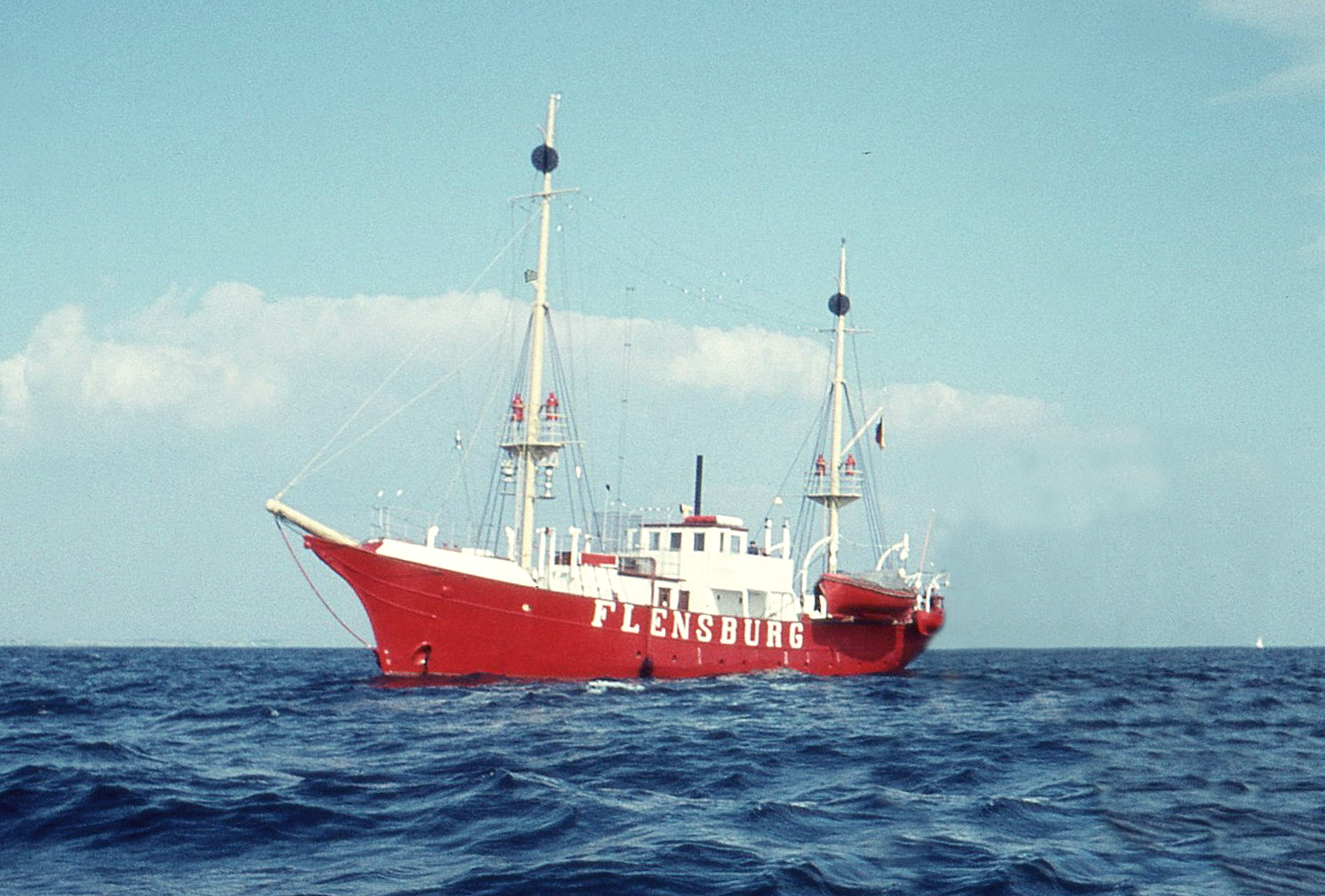
Das Feuerschiff Flensburg 1961

Auf einem in der Ostsee vor Anker liegenden Feuerschiff, das kurz vor der Außerdienststellung steht, kommt es zwischen der kleinen Besatzung und einer Bande von Gangstern zu einem Konflikt. Der Kapitän des Feuerschiffs, Johann Freytag, nimmt die Verbrecher, deren Boot auf der Flucht kaputtgegangen ist, als vermeintlich Schiffbrüchige an Bord. Als die bewaffnete Bande, die von einem Mann namens Caspary angeführt wird, die Besatzung bedroht, lässt der Kapitän sie zunächst gewähren, um niemanden in Gefahr zu bringen. Aus dem gleichen Grund verweigert er auch die Herausgabe des einzigen Rettungsbootes, auf das die Mannschaft im Notfall angewiesen ist. Wegen seiner Nachgiebigkeit muss sich Freytag gegen einige Mitglieder seiner Besatzung behaupten, die die Bewaffneten überrumpeln wollen. Insbesondere sein jugendlicher Sohn Fred wirft dem Vater Feigheit vor.
Die Gangster fordern, mit dem Feuerschiff selbst an Land gebracht zu werden, doch der Kapitän verweigert dies, weil das Feuerschiff seine Position auf See halten müsse, um die Schifffahrt nicht zu gefährden. Caspary gelingt es, durch Drohung und Bestechung einige Besatzungsmitglieder für sich zu gewinnen. Als sich die Mannschaft zum Lichten der Anker versammelt, geht der Kapitän trotz Warnungen ruhig auf die Gangster zu, bis er durch einen Bauchschuss niedergestreckt wird. Daraufhin ersticht sein Sohn den Schützen und die Mannschaft greift ein, überwältigt die Gangster und übergibt sie der Polizei. Fred kommt schlussendlich dazu, die Haltung seines Vaters zu verstehen und zu respektieren.

## Form
Laut Hans Wagener kann die Erzählung Das Feuerschiff als spannende Kriminalgeschichte gelesen werden, sie gehorcht auf ihren rund 100 Seiten aber auch der klassischen Definition einer Novelle. Der Personenkreis ist begrenzt, erzählt wird eine „unerhörte Begebenheit“, die auf einen Wendepunkt zusteuert. Das titelgebende Schiff kann als Dingsymbol aufgefasst werden, das für die Ordnung auf dem Meer steht. Paul Dormagen beschrieb Das Feuerschiff als „wohl das überzeugendste Beispiel dafür, daß auch heute noch die Novelle möglich ist.“ Der Aufbau erinnert auch an ein klassisches Drama mit der Präsentation von Ort und Zeit in einer Exposition, der Komplikation mit der Aufnahme der Schiffbrüchigen, dem Höhepunkt und der Peripetie mit der Weigerung Freytags, den Forderungen der Gangster nachzugeben, dem retardierenden Moment der verschiedenen Auseinandersetzungen an Bord bis zur Katastrophe samt Lösung des Konflikts, der Konfrontation Freytags mit den Banditen sowie deren Überwältigung.
Die Geschichte besitzt zwei Erzählebenen; der szenische Ablauf der Gegenwart wird durch die beiden Berichte Freytags und Casparys aus der Vergangenheit flankiert. Es gibt keinen kommentierenden Erzähler, der Leser muss zu den aufgeworfenen Fragen selbst Stellung beziehen. Der Stil ist realistisch, aber nicht naturalistisch. So stehen die Dialoge nicht im zu erwartenden Plattdeutsch der Schiffer, sondern im Distanz schaffenden Hochdeutsch. Walter Jens beschrieb die Dialoge als „knapp, unpathetisch, wenig nuanciert, die Personen sprechen die Sprache des Verfassers.“ Die Sprache sei allgemein „scheinbar teilnahmslos, sachlich, sehr kalt und sehr genau“, bestimmt durch Fachausdrücke, die so genannten „Termini technici“. Den Handlungsablauf charakterisierte Jens: „Keine lauten Worte, kein großes Pathos, kein Verweilen bei den Handlungshöhepunkten, keine Psychologie: Die Situation bestimmt das Verhalten der Lenzschen Figuren.“

## Interpretation
Hans Wagener sieht in der Erzählung zwei Themen miteinander verknüpft, die am Ende in eine gemeinsame Lösung münden: zum einen den Konflikt von Ordnung und Chaos zwischen der Schiffsbesatzung und den Gangstern, zum anderen den Vater-Sohn-Konflikt zwischen Freytag und Fred. Die Gegenspieler im Konflikt von Ordnung und Chaos, von Gut und Böse sind der Kapitän Freytag und der Rechtsanwalt Dr. Caspary. Die kriminelle Laufbahn des Letzteren basiert auf einer philosophischen Grundlage, nach der jeder Mensch eines Verbrechens schuldig und somit erpressbar ist. Tatsächlich gibt es auch in Freytags Vorleben einen dunklen Punkt, seine unterlassene Hilfeleistung gegenüber einem gefangenen Kameraden in der Levante. Dennoch bleibt Freytag gegenüber den Bestechungsversuchen Casparys standhaft.
Der Vater-Sohn-Konflikt reicht zurück bis in Freytags unverarbeitete Vergangenheit und entzündet sich an seiner gegenwärtigen Duldung der Verbrecher, die ihm von Seiten seines Sohnes den Vorwurf der Feigheit einbringt. In den beiden Generationen stehen sich zwei Prinzipien gegenüber: der Heroismus des Sohnes, der den Tod einem Leben unter der Schmach der Feigheit vorzieht, und der Utilitarismus des Vaters, der eine Minimierung des Risikos anstrebt und voreilige Handlungen als sinnloses Märtyrertum verurteilt. Doch Freytag meidet das Risiko nicht, um sich aus der Verantwortung zu stehlen, im Gegenteil riskiert er sein Leben in jenem Augenblick, als es um mehr als sein eigenes Ansehen geht, als nämlich mit der Entführung des Schiffes die Sicherheit der Schifffahrt insgesamt bedroht ist. Mut und Tapferkeit sind für ihn im Gegensatz zu seinem Sohn keine Werte an sich, sie müssen einen Sinn haben, der über das Schicksal des Einzelnen hinausweist. Im abschließenden Gespräch zwischen Vater und Sohn hat Fred die Handlungen und Motive seines Vaters zu verstehen gelernt, und er versichert dem Kapitän, dass „alles in Ordnung“ sei, was sich nicht nur auf die wiederhergestellte Ordnung an Bord des Schiffes bezieht, sondern auch auf den geklärten Konflikt zwischen Vater und Sohn. Offen bleibt, ob der Kapitän seine Verwundung überleben wird.
Der modellhafte Charakter der Erzählung und ihr abgeschlossener, an ein Versuchslabor erinnernder Handlungsort verleihen der Geschichte den exemplarischen Charakter einer Parabel. Die Erzählung wird zu einer allgemeinen politischen Allegorie zu den Themen Gewalt und Widerstand, Verantwortung, Toleranz und ihren Grenzen. Die Motive lassen zahlreiche Bezüge zu historischen oder gegenwärtigen politischen Verhältnissen zu. Marcel Reich-Ranicki beschrieb, dass „eine parabolische Grundsituation […] mit epischen Mitteln beglaubigt“ werde. „Um Anarchie und Ordnung geht es, um passiven und aktiven Widerstand, um die Verantwortung und die Schuld des Individuums, um sein Verhalten in einem von Terrorismus bedrohten und schließlich beherrschten Kollektiv.“ Ulrich Plüddemann sah Das Feuerschiff ganz allgemein als Parabel, „in der die Auswirkungen verschiedener Verhaltensweisen in einer Krisensituation gezeigt bzw. erörtert werden.“ Nur ein Jahr später behandelte Siegfried Lenz in seinem Schauspiel Zeit der Schuldlosen erneut die Frage nach der Verantwortung des Einzelnen.

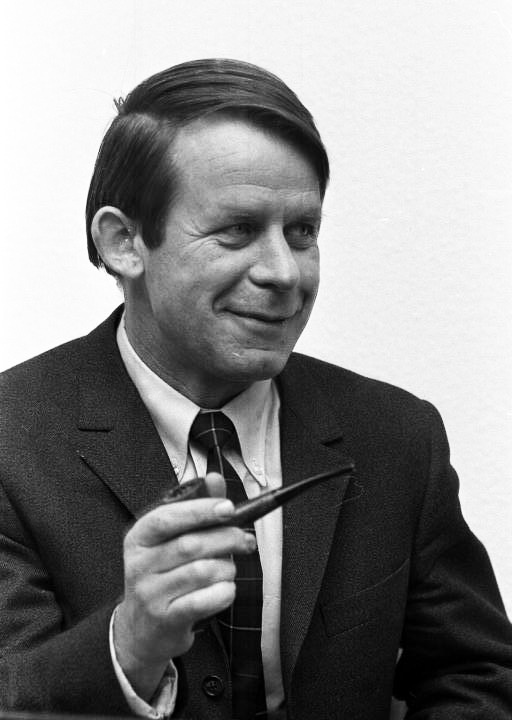
Siegfried Lenz (1969)

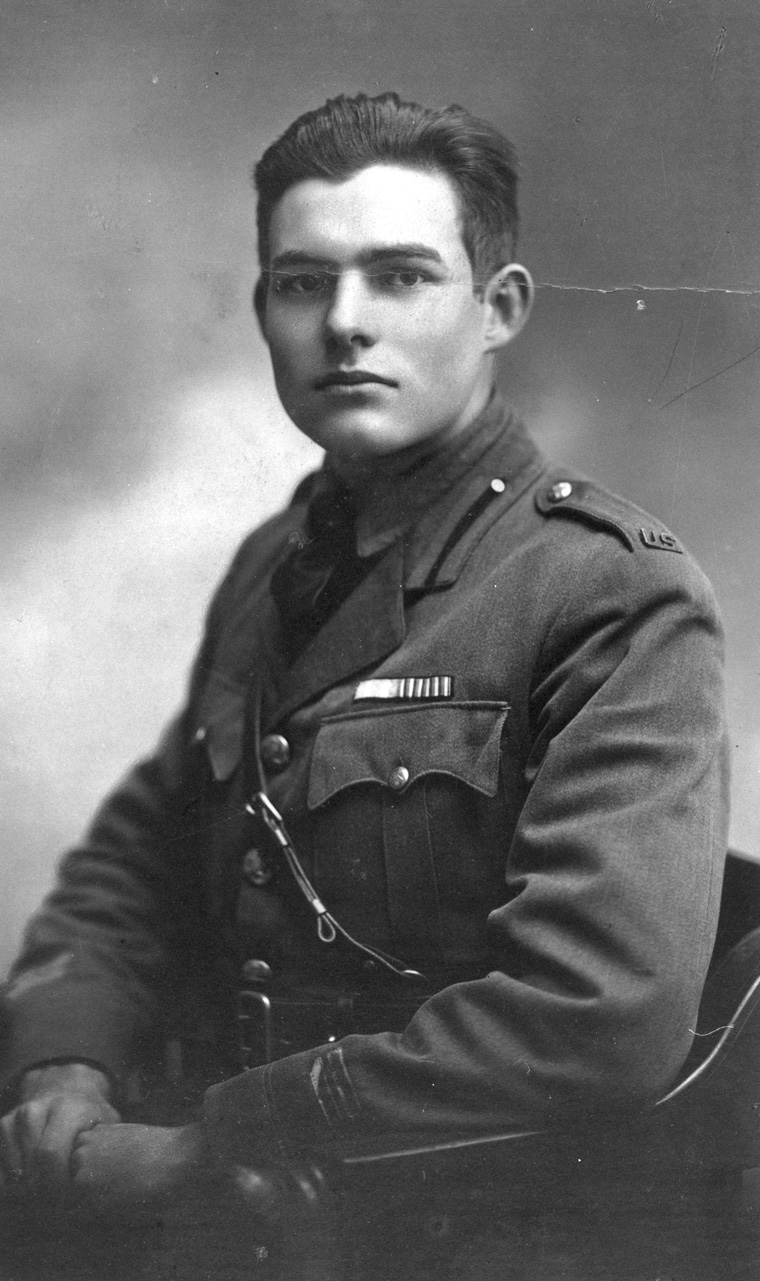
Ernest Hemingway (1918)

In der Erzählung Das Feuerschiff verbirgt sich aber auch eine Auseinandersetzung des Autors mit seinem literarischen Lehrmeister Ernest Hemingway. Freds jugendliche Idealisierung der Tapferkeit und des heroischen Augenblicks folgt noch den Spuren des amerikanischen Nobelpreisträgers, der für die schriftstellerische Entwicklung Siegfried Lenz’ prägend war. Sie werden jedoch am Ende durch die Vernunft und Abgeklärtheit des Kapitäns, dem Gegenbild eines Hemingwayschen Helden, überwunden. Herbert Lehnert beschrieb: „Der Kapitän ist so etwas wie ein Anti-Hemingway-Charakter. […] Die Handlung besteht imgrunde darin, den Jungen des Kapitäns von dem Hemingway-Ideal der tapferen Existenz abzubringen“. Manfred Durzak erkannte in der „aktionistischen Theatralik“ und dem „modellierenden Pathos“ noch deutliche Einflüsse von Hemingways im Jahr 1937 erschienenen Roman Haben und Nichthaben. Für Winfried Baßmann begann dagegen mit der Erzählung Das Feuerschiff eine neue Schaffensperiode im Werk von Siegfried Lenz. Lenz’ Auseinandersetzung mit Hemingway wiederholt sich in einer weiteren Erzählung aus dem Band Das Feuerschiff, deren Titel Der Anfang von etwas parodistisch auf Hemingways Nick-Adams-Story The End of Something anspielt.

## Rezeption
Walter Jens urteilte im Erscheinungsjahr über die Erzählung Das Feuerschiff: „Das nenne ich Meisterschaft: eine auskalkulierte, spannungsreiche Story zu erfinden und sie so souverän zu erzählen, daß der Leser erst am Ende bemerkt: Die Fabel dient in Wirklichkeit dazu, Hintergründe zu charakterisieren – wie leicht zerfällt die Gemeinschaft der Besatzung, wie entschlossen kehrt sich der Sohn gegen den Vater, wie fließend sind die Grenzen zwischen Abenteuer und Verbrechen.“ Aus Sicht Hermann Boekhoffs hatte Lenz mit der „umfangreichen Erzählung […] seine bisher beste Geschichte geschrieben.“
Marcel Reich-Ranicki kritisierte die „erschreckende Vorliebe für das Räsonieren und Moralisieren“ der Hauptfigur. Er störte sich an einigen „Konzessionen“ in Szenen, „deren Dramatik bestenfalls als wenig anspruchsvoll gelten muß“, und verortete die Brüder Kuhl in einem „Fundus, zu dem ein Autor wie Lenz nicht greifen sollte“. Doch sein Fazit lautete: „Dennoch gehört Das Feuerschiff mit Recht zu jenen Arbeiten, die den literarischen Ruf von Siegfried Lenz gefestigt haben.“ Hermann Wiegmann stellte fest, dass sich die Erzählung Das Feuerschiff „auch für den Einsatz im Schulunterricht gut eignet, – insgesamt überschaubar und konzentriert mit dennoch sehr individuell gezeichneten Charakteren und einem spannungsfördernden Aufbau.“ So fand die Erzählung schon bald in den 1960er Jahren Eingang in die Schullehrpläne und gehört seitdem zum festen Bestandteil des Deutschunterrichts.
Siegfried Lenz selbst schrieb über die Entstehung seiner Erzählung: „Von meinem Fenster sehe ich weit draußen auf der Bucht den brandroten Rumpf eines Feuerschiffes: Ansteuerungspunkt für die Schiffahrt, ein gleichsam an den Grund gewachsenes Symbol der Sicherheit […] Ich versuchte, mir einen Konflikt zwischen unbewaffneter und bewaffneter Macht auf dem Feuerschiff vorzustellen.“ Laut Rudolf Walter Leonhardt hatte Lenz mit seiner Vorgehensweise, „sich Situationen auszudenken und symbolträchtige Geschichten werden zu lassen – einen von ihm nicht mehr zu übersteigernden Höhepunkt erreicht.“

## Adaptionen

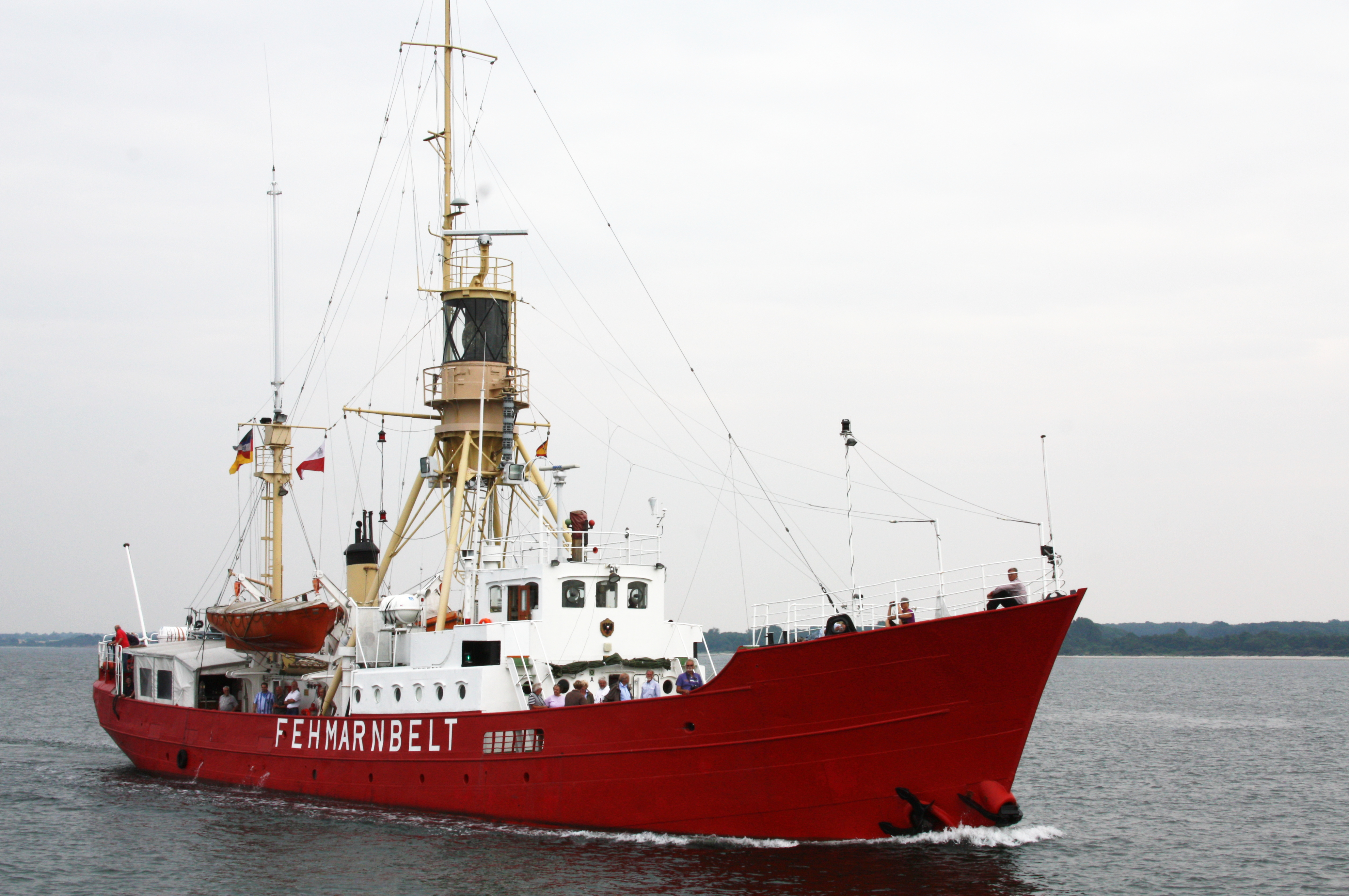
Das Feuerschiff Fehmarnbelt war die Kulisse der Verfilmung von 1985

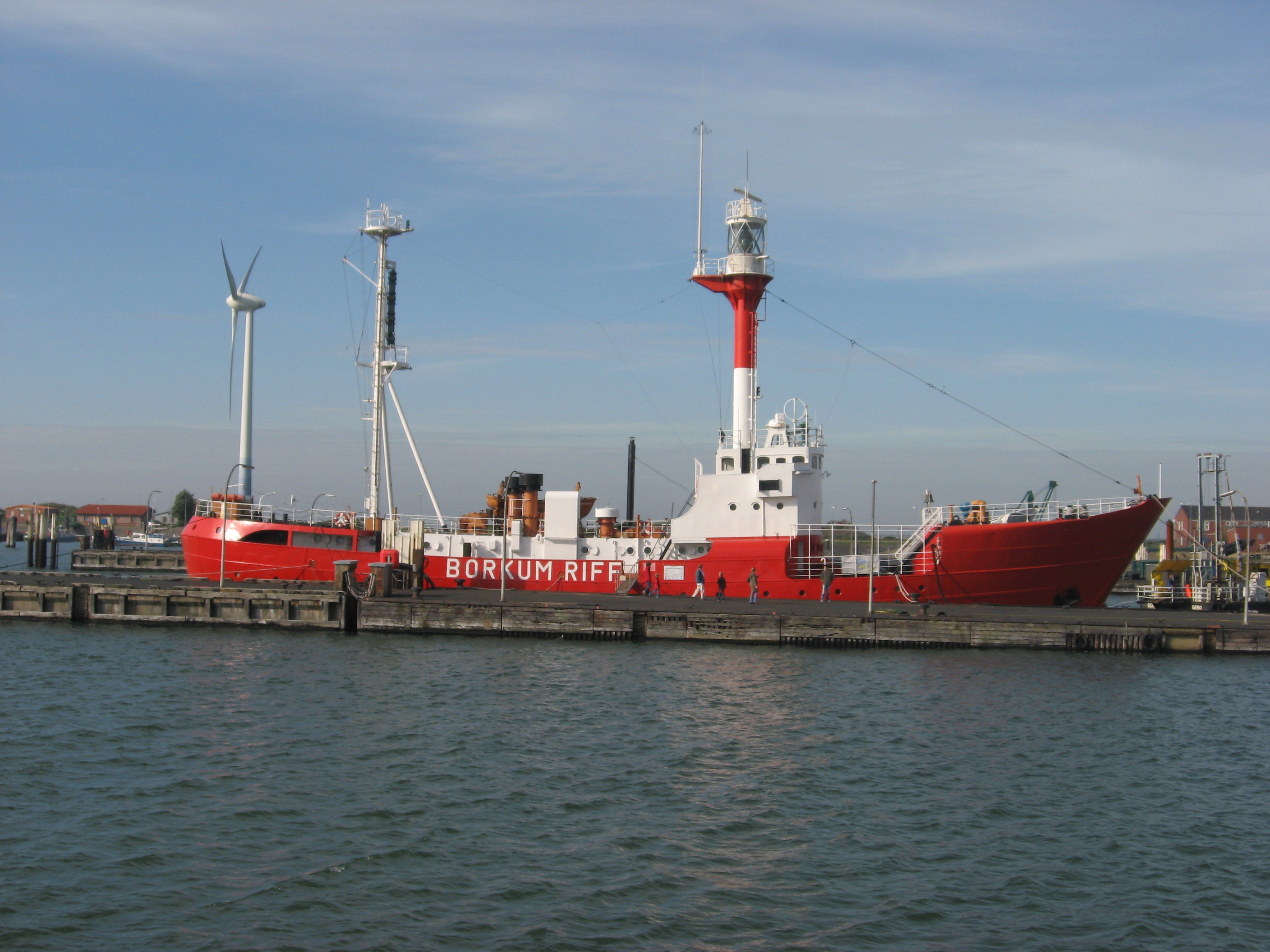
Das Feuerschiff Borkumriff IV, die Kulisse der Verfilmung von 2007

Bereits drei Jahre nach der Erstveröffentlichung der Erzählung wurde sie 1962 vom Regisseur Ladislao Vajda unter gleichem Namen zum ersten Mal verfilmt. In den Hauptrollen spielten Dieter Borsche als Steuermann Rethorn, James Robertson Justice als Kapitän Freytag, Michael Hinz als dessen Sohn Fred sowie Helmut Wildt als Caspary.
Unter dem Titel The Lightship wurde ein auf der Erzählung basierender Film 1985 auf den Internationalen Filmfestspielen von Venedig uraufgeführt und kam im Folgejahr in die amerikanischen Kinos. Die Regie führte Jerzy Skolimowski, mitwirkende Schauspieler waren Tom Bower, Klaus Maria Brandauer, William Forsythe und Robert Duvall. Als Kulisse diente das Feuerschiff Fehmarnbelt vor Sylt.
2007 produzierte der NDR für das Fernsehen unter der Regie von Florian Gärtner eine zeitgenössische Adaption des Stoffes als Fernsehfilm Das Feuerschiff, der erstmals 2008 ausgestrahlt wurde. Darin spielt Jan Fedder die Rolle des Kapitäns Freytag, Axel Milberg die des Bandenführers Caspary. Siegfried Lenz selbst erscheint als Angler in einem Cameo-Auftritt. Die Handlung wurde auf dem inzwischen als Museumsschiff eingesetzten Feuerschiff Borkumriff IV in der Nordsee verfilmt.
Am 7. Dezember 2017 hatte am Staatsschauspiel Dresden ein Monodrama unter der Regie von Nicola Bremer in der Dramaturgie von Svenja Käshammer Premiere. Alle Rollen spielte Jannik Hinsch.
Am 7. März 2023 wurde unter dem Titel Dat Füerschipp eine Adaption in plattdeutscher Sprache am Ohnsorg-Theater in Hamburg uraufgeführt.

## Erstausgabe
- Siegfried Lenz: Das Feuerschiff. Erzählungen. Hoffmann und Campe, 1960.

## Sekundärliteratur
- Hermann Boekhoff: Das Feuerschiff. In: Westermanns Monatshefte, Heft 3, 1960, S. 88–90.
- Hans Wagener: Siegfried Lenz: Das Feuerschiff. In: Erzählungen des 20. Jahrhunderts. Interpretationen Band 2. Reclam, Stuttgart 1996, ISBN 3-15-009463-1, S. 82–92.